# Museo Nacional del Cacao - Guayaquil
El Museo Nacional del Cacao es una institución cultural ubicada en la ciudad de Guayaquil, Ecuador, dedicada a la historia, cultura y proyección internacional del cacao ecuatoriano. Fue inaugurado el 28 de julio de 2021 en la Casa Patrimonial Guzmán-Aspiazu, una edificación de estilo Art Nouveau construida entre 1927 y 1929.

## Historia
La Casa Guzmán-Aspiazu, sede del museo, fue propiedad de Walter Guzmán Aspiazu, destacado empresario cacaotero a finales del siglo XIX. La restauración de la casa fue realizada por la Fundación Siglo XXI, con el objetivo de preservar su valor patrimonial y adaptarla para albergar el museo.
El museo fue concebido como un espacio para rescatar la herencia cultural del cacao, considerado un producto emblemático de la economía y cultura del Ecuador. Desde su apertura, ha recibido miles de visitantes y se ha consolidado como un punto de referencia cultural y turístico en Guayaquil.

## Exposición
El museo cuenta con más de quince salas temáticas que ofrecen un recorrido histórico e interactivo por el mundo del cacao, desde su uso por culturas ancestrales hasta su rol en la economía moderna. Las exhibiciones incluyen:
- Representaciones de culturas ancestrales, como la Cultura Mayo-Chinchipe, que evidencian el uso del cacao hace más de 4.000 años.[3]
- Recreaciones de escenarios históricos, como embarcaciones precolombinas utilizadas por los Manteño-Huancavilca para el comercio del cacao.[3]
- Piezas arqueológicas, herramientas agrícolas, fotografías y documentación histórica.
- Simulaciones y elementos interactivos diseñados para visitantes de todas las edades.

Además, se ofrecen audioguías gratuitas en varios idiomas (inglés, francés, italiano y alemán).

## Sala MuCAO
La Sala MuCAO (Museo de Cacao Arte y Oficio) alberga exposiciones artísticas y culturales temporales. Entre las muestras destacadas se incluyen:
- Archivo Alexander von Humboldt – Guayaquil (2024).
- Tiempo de Cacao: Un viaje al interior de la alimentación precolombina.
- Axis: del museo a la cúpula, una instalación artística sobre la relación entre naturaleza y sociedad.
- Inmersión Plantae, exposición sobre la biodiversidad vegetal.

La Sala MuCAO ha establecido convenios con instituciones académicas, como la Universidad de las Artes (UArtes), para la realización conjunta de actividades culturales y educativas.

## Oferta complementaria
El museo alberga una variada oferta gastronómica distribuida en sus diferentes espacios, entre los que se destacan:
- Oui Bistrot: cocina francesa.
- La Pesca Seafood & Oyster Bar: mariscos y ostras frescas.
- La Mula Ciega: cafetería.
- Pasta & Basta: comida italiana.
- Chocolatería San Fernando: elaboración artesanal de chocolate.
- Juliana: bar en terraza.

Estas propuestas buscan complementar la experiencia del visitante con un enfoque culinario centrado en el cacao y la identidad ecuatoriana.

## Actividades
El museo organiza regularmente eventos culturales, presentaciones musicales, talleres educativos, degustaciones y visitas guiadas para público infantil. Destaca el circuito "Choco Semilla", diseñado especialmente para niños.
Además, cuenta con un espacio denominado "Garage Guayas", destinado a presentaciones musicales y ferias temporales.

## Información práctica
El Museo Nacional del Cacao se encuentra en las calles Panamá e Imbabura, en el centro histórico de Guayaquil, frente al Palacio de la Gobernación del Guayas.